# Knife Party
Knife Party és un duo de música electrònica australiana. El formen dos membres del grup de drum and bass, anomenat Pendulum, Rob Swire i Gareth McGrillen. Estan classificats actualment en la posició num # 25 en el Top 100 de l'enquesta de la revista DJ Magazine anual, # 22 en TheDjlist, i # 9 sobre la base de dades realitzats per enderrocar Track and justgo Music. [ 1 ]

## Història

### 2002-2011: Origin and100% No Modern Talking
El duo es va crear i va realitzar música des de l'any 2002 en diverses bandes diferents i projectes musicals, formant la banda de drum and bass Pendulum. Mentre que la banda tenia tres àlbums, els dos membres originals, van crear Knife Party com un projecte paral·lel, tot i que es va convertir en el seu projecte principal. El 25 de maig de 2011, Swire va donar a conèixer un petit avanç en SoundCloud titulat "No Pendulum".
El primer EP de Knife Party, 100% No Modern Talking, va ser llançat digitalment a través del segell discogràfic de Pendulum EarStorm. Va ser llançat com a descàrrega gratuïta des del seu web oficial, Soundcloud i Facebook, a més d'estar disponible per a la compra de Beatport i iTunes el 12 de desembre de 2011. L'EP originalment havia de presentar " Back to the Z-List ", però va ser substituït amb " Destroy Them with Lazers ". Un tweet al desembre de 2011 va suggerir la possibilitat d'una remescla de l'EP en el futur .

### 2012-2013: Rage Valley and Haunted House
2012: Rage Valley
El seu segon EP, Rage Valley, va ser llançat digitalment a través EarStorm i Big Beat .Rage Valley es va fixar per a ser llançat abans de finals d'abril de 2012, però a causa dels múltiples contratemps, el llançament va ser retardat durant quatre setmanes. Va ser posat a disposició per a la compra a Beatport i iTunes el 27 de maig de 2012. La cançó " Bonfire ", llançat en aquest àlbum, va ser oferida en un episodi de l'AMC Breaking Bad en la cinquena temporada. L'EP va ser també la primera entrada per primer cop de Knife Party en el Billboard 200, aconseguint el lloc # 75 .
2013: Haunted House
El seu tercer EP "Haunted Hosue", va ser llançat el 6 maig de 2013 digitalment a través EarStorm i Big Beat. S'ha realitzat un canvi d'últim minut a l'EP i on " Baghdad " es va substituir per "Internet Friends" (VIP). Rob també va anunciar la data de llançament aproximada per al nou EP, la setmana del 22 d'abril, amb iTunes el 29 d'abril. Rob més tard va anunciar que la data de llançament final seria 6 maig a causa de qüestions alienes a la seva voluntat. L'EP va ser filtrat el 29 d'abril, i posteriorment pujat en la seva totalitat al canal YouTube de Knife Party, el 5 de maig. L'EP va entrar a la llista d'àlbums d'iTunes Top 10 i va aconseguir el lloc # 3. També va aconseguir el número 1 Electro House àlbum en Beatport. L'EP va ser també el primer Top 40 d'entrada de Knife Party en el Billboard Top 200, aconseguint el lloc # 37 .

### 2014-present: Debut Album
El 7 de maig de 2013 a Ràdio 1, Rob va dir que podria haver-hi un disc després d'un quart EP.
El 22 d'agost de 2013, d'una sèrie de tweets, Rob va revelar que no només hi haurà un àlbum de Knife Party, però un possible àlbum Pendulum també: 
"Estem probablement va a llançar un altre àlbum Pendulum algun moment del proper any". [15]
"Hi haurà estat 4 anys des de l'últim" [16]
"Serà un àlbum KP abans d'això també. Probablement hauria d'haver esmentat que primer" [17]
El 3 de setembre de 2013, Knife Party va anunciar que després dels seus propers 3 mostra, que començarien a treballar en un àlbum. [18]
El 29 d'abril de 2014, Rob Swire twitteó "comença mesos d'acabar Àlbum: ara Disculpes als amics i la família." [19].